# Czarnogóra na Zimowych Igrzyskach Olimpijskich 2014
Czarnogórę na Zimowych Igrzyskach Olimpijskich 2014 reprezentuje dwóch zawodników. Będzie to drugi start Czarnogóry na zimowych igrzyskach olimpijskich.

## Narciarstwo alpejskie

### Kobiety
| Zawodnik        | Konkurencja      | Czas 1. przejazdu | Czas 2. przejazdu | Czas łączny | Pozycje |
| --------------- | ---------------- | ----------------- | ----------------- | ----------- | ------- |
| Ivana Bulatović | Slalom specjalny | 1:07,49           | 1:05,31           | 2:12,80     | 44.     |

### Mężczyźni
| Zawodnik     | Konkurencja      | Czas 1. przejazdu | Czas 2. przejazdu | Czas łączny | Pozycje |
| ------------ | ---------------- | ----------------- | ----------------- | ----------- | ------- |
| Tarik Hadžić | Slalom gigant    | 1:36,55           | 1:35,84           | 3:12,39     | 62.     |
| Tarik Hadžić | Slalom specjalny | 1:00,95           | 1:06,99           | 2:07,94     | 38.     |